# Joaquín Suárez (Uruguay)
Joaquín Suárez è un comune dell'Uruguay, situato nel Dipartimento di Canelones.
Il paese deve il nome a quello del presidente Joaquín Suárez.